# Cheating Cheaters (film 1919)
Cheating Cheaters è un film muto del 1919 diretto da Allan Dwan e prodotto dalla C.K.Y. Film Corporation production, la casa di produzione di Clara Kimball Young. Incentrato su una storia di ladri che si derubano l'un l'altro, il film aveva come interpreti la stessa Clara Kimball Young, Jack Holt, Tully Marshall, Frank Campeau, Edwin Stevens, Anna Q. Nilsson, Frederick Burton, Nicholas Dunaew, Mayme Kelso.
La sceneggiatura di Kathryn Stuart si basa sull'omonimo lavoro teatrale di Max Marcin, presentato in prima a Broadway all'Eltinge 42nd Street Theatre di New York il 9 agosto 1916 con protagonista Marjorie Rambeau. L'Universal ne fece due altri adattamenti cinematografici: un Cheating Cheaters del 1927, diretto da Edward Laemmle e, in versione sonora, un Cheating Cheaters del 1934, diretto da Richard Thorpe con Fay Wray.

## Trama

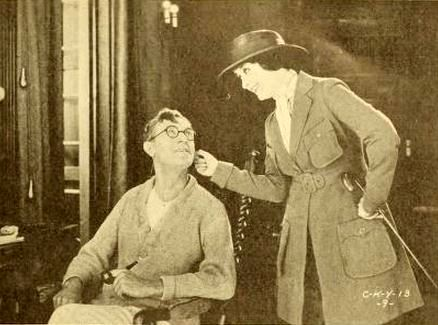
Frederick Burton e Clara Kimball Young

Una banda di truffatori che usa il nome Brockton si stabilisce in un quartiere alla moda di New York, andando ad abitare accanto all'elegante dimora dei Palmer. Lo scopo della banda è quello di organizzarsi per derubare i vicini della loro preziosa collezione di gioielli. Le due famiglie diventano amiche, tanto che Ruth Brockton e il figlio dei Palmer, Tom, si innamorano. Prima che i Brockton possano mettere in atto il piano della loro rapina, però, si scopre che anche i ricchi Palmer non sono quello che fingono di essere, ma sono, pure loro, dei malviventi che hanno avuto la stessa idea: quella di derubare i ricchi vicini. Le due bande, allora, uniscono le loro forze, ma si accorgono di essere minacciate dall'intervento di Ferris, un famoso detective che si trova sulle loro tracce. Si scoprirà che Ferris non è altri che Ruth: fingendosi una ladra, la donna si è infiltrata nella banda dei Brockton. Adesso, dopo essere riuscita a trovare le prove contro i due gruppi, potrebbe intrappolare entrambe le gang. Però, dopo essersi veramente innamorata di Tom, decide di perdonare entrambi i gruppi di truffatori, decisa a redimere l'uomo che ama e di riportarlo sulla retta via.

## Produzione
Il film fu prodotto dalla C.K.Y. Film Corporation production.

## Distribuzione
Il copyright del film, richiesto dalla C. K. Y. Film Corp., fu registrato il 14 gennaio 1919 con il numero LP13308.

Distribuito dalla Select Pictures Corporation, il film uscì nelle sale statunitensi il 26 gennaio 1919. In Danimarca, fu distribuito il 1º dicembre 1919 con il titolo Blandt New Yorks Storsvindlere; in Svezia, il 29 marzo 1920 come Försäkringsdetektiven; in Portogallo, il 17 gennaio 1922 come Burladores Burlados; in Brasile, come Ladrão de Ladrões.
Non si conoscono copie ancora esistenti della pellicola che viene considerata presumibilmente perduta.